# Aliger gallus
Aliger gallus (nomeada, em inglês, rooster-tail conch) é uma espécie de molusco gastrópode marinho pertencente à família Strombidae. Foi classificada por Carolus Linnaeus em 1758; descrita como Strombus gallus na obra Systema Naturae e assim classificada até o século XX (com Port Antonio, na Jamaica, citada como localidade de coleta de seu tipo nomenclatural). É nativa do oeste do oceano Atlântico; do sudeste da Flórida (EUA) às Antilhas, no mar do Caribe, norte da América do Sul e pela costa brasileira, do Ceará até São Paulo, na região sudeste; e também em Fernando de Noronha, Abrolhos, Trindade e Martim Vaz. Está listada como espécie deficiente de dados (DD) no Livro Vermelho da Fauna Brasileira Ameaçada de Extinção, publicado em 2018 pelo Instituto Chico Mendes de Conservação da Biodiversidade, com a conclusão desta avaliação feita em 2012.

## Descrição da concha
Conchas de 15 a quase 20 centímetros, quando desenvolvidas, de coloração amarela, laranja, salmão, rosada ou lilás, constantemente apresentando manchas mais escuras; com sua espiral dotada de 9 a 10 voltas e com a sua última volta formando uma aba dotada de lábio externo engrossado, caracterizado por uma longa projeção direcionada para cima, reta ou curvada para dentro ou fora do ápice da sua espiral. Sua columela é brilhante e suas voltas possuem protuberâncias, com a superfície da concha dotada de estrias. Indivíduos juvenís também apresentam lábio externo fino e podem ser confundidos pelo não-especialista com conchas do gênero Conus.

## Habitat e uso
Aliger gallus ocorre em águas rasas, entre 0.5 a 82 metros de profundidade e em substrato arenoso. Segundo Moscatelli, esta espécie é utilizada pelo Homem, como alimento, em Pernambuco, região nordeste do Brasil.

## Análise taxonômica das espécies do Atlântico e Pacífico Oriental
Durante o século XX no gênero Strombus, análises posteriores do início do século XXI concluíram que Lobatus seria o primeiro táxon disponível para a inclusão de um grupo de grandes e pesados Strombidae do oeste do Atlântico e leste do Pacífico, que excetuavam as espécies Strombus pugilis, Strombus alatus e Strombus gracilior. Tal situação fora mantida até o ano de 2020, envolvendo cinco espécies, quando uma minuciosa análise taxonômica por Maxwell et al., "Towards Resolving the American and West African Strombidae (Mollusca: Gastropoda: Neostromboidae) Using Integrated Taxonomy", definiu as espécies extantes do leste do Pacífico até o oeste da costa africana sob a seguinte nomeclatura:
Gênero Aliger Thiele, 1929
Espécie Aliger gallus (Linnaeus, 1758) - Sin. Lobatus gallus
Espécie Aliger gigas (Linnaeus, 1758) - Sin. Lobatus gigas
Gênero Lobatus [Swainson], 1837
Espécie Lobatus peruvianus (Swainson, 1823)
Espécie Lobatus raninus (Gmelin, 1791)
Gênero Macrostrombus Petuch, 1994
Espécie Macrostrombus costatus (Gmelin, 1791) - Sin. Lobatus costatus
Gênero Persististrombus Kronenberg & H. G. Lee, 2007
Espécie Persististrombus granulatus (Swainson, 1822)
Gênero Strombus Linnaeus, 1758
Espécie Strombus alatus Gmelin, 1791
Espécie Strombus gracilior G. B. Sowerby I, 1825
Espécie Strombus pugilis Linnaeus, 1758
Gênero Thetystrombus Dekkers, 2008
Espécie Thetystrombus latus (Gmelin, 1791)
Gênero Titanostrombus Petuch, 1994
Espécie Titanostrombus galeatus (Swainson, 1823) - Sin. Lobatus galeatus
Espécie Titanostrombus goliath (Schröter, 1805) - Sin. Lobatus goliath